# Wiesenfelden

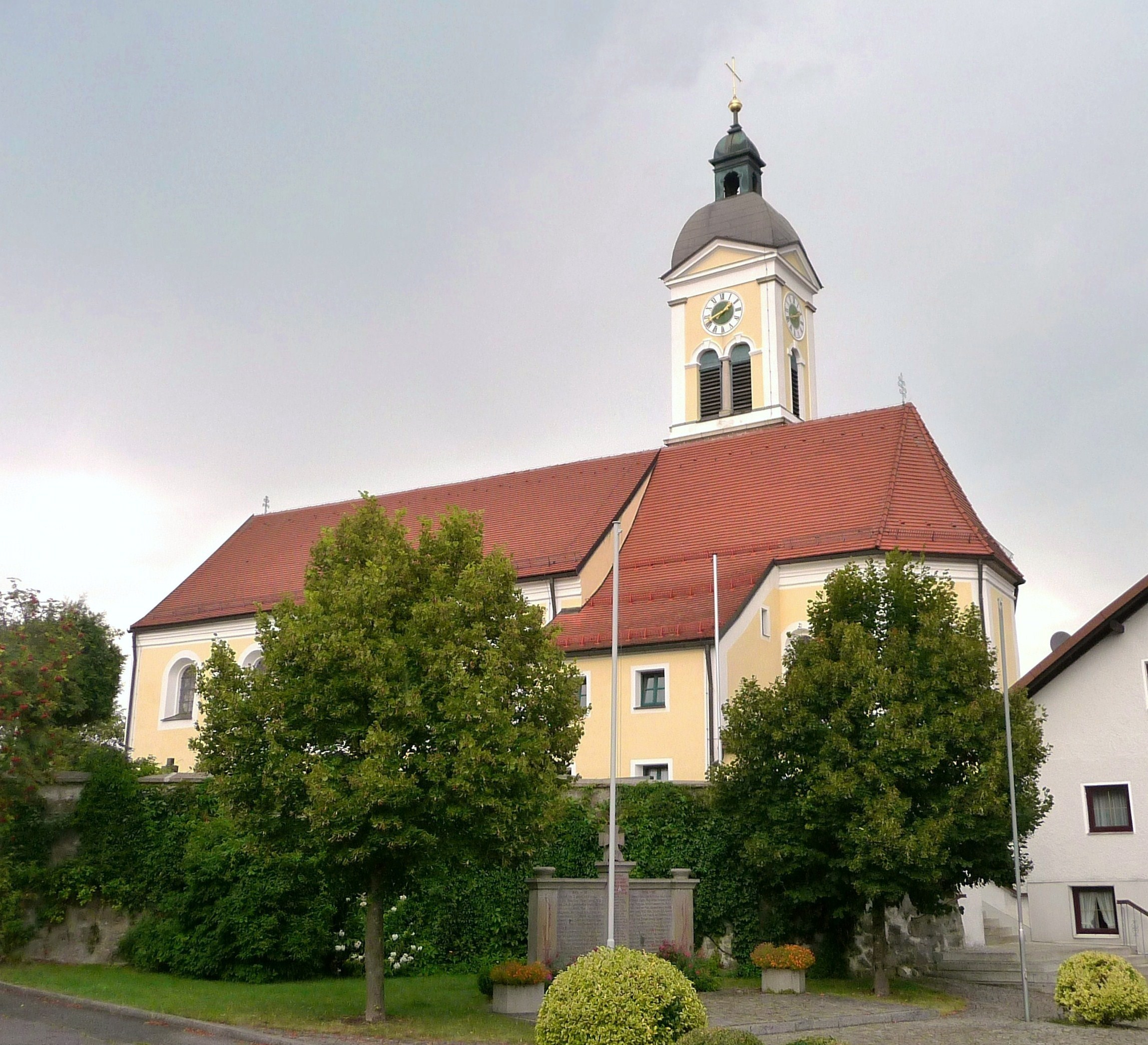
Die Pfarrkirche Mariä Himmelfahrt in Wiesenfelden

Wiesenfelden ist eine Gemeinde im niederbayerischen Landkreis Straubing-Bogen. Sie zählt zu den größten Kommunen im Landkreis und liegt im Falkensteiner Vorwald.

## Geografie
Wiesenfelden liegt auf einer Hochebene im Naturpark Bayerischer Wald, etwa 13 Kilometer nordöstlich von Wörth an der Donau. Das über die Hälfte bewaldete Gemeindegebiet erstreckt sich auf Höhenlagen zwischen 430 m ü. NHN (Saulburg) und 749 m (Büscherl-Berg) und ist 78 Quadratkilometer groß.

### Gemeindegliederung
Es gibt 87 Gemeindeteile:
- Altenhof
- Auenzell
- Augenthal
- Beinstreich
- Bleichhaus
- Bogenroith
- Bühlhaus
- Ebenhof
- Edenhof
- Elend
- Emmerszell
- Engelbarzell
- Fahrnhaus
- Forstbrunn
- Frath
- Gellersdorf
- Geraszell
- Geßmannszell
- Göttlingerhöfen
- Grabmühl
- Grand
- Grasleiten
- Großviecht
- Gscheibtebuchen
- Hagnhöfen
- Hammermühl
- Haslstein
- Haunsbach
- Hauptenberg
- Heilbrunn
- Heißenzell
- Hirschberg
- Hochhölzl
- Hochried
- Höhenberg
- Hötzelsdorf
- Hub
- Jägershöfen
- Kager
- Kagerhof
- Kälberhof
- Kesselboden
- Kieselhaus
- Kleinneundling
- Kleinviecht
- Kragenroth
- Kragnmühl
- Kuchlhof
- Lehenbach
- Mittnach
- Neudeck
- Neuhaus
- Neumühle
- Neuweiher
- Niederroith
- Oberhof
- Oberroith
- Öd
- Ödenried
- Pichlberg
- Prommersberg
- Rohrloh
- Roßmühle
- Rothenberg
- Rothenbrunn
- Rupertshof
- Sankt Rupert
- Saulburg
- Schiederhof
- Schönbrunn
- Schwemm
- Spitzhaus
- Stadlberg
- Staudenhaus
- Thennengraben
- Thurasdorf
- Utzenzell
- Vilsmoos
- Vogelsang
- Wastlhof
- Weiherhaus
- Wiesenfelden
- Wullendorf
- Zieger
- Zieglhaus
- Zinzenzell
- Zirnberg

Es gibt die Gemarkungen Geraszell, Höhenberg, Saulburg, Waxenberg, Wiesenfelden und Zinzenzell.
| Gemarkung                | Fläche / Hektar |
| ------------------------ | --------------- |
| Geraszell                | 471,64          |
| Höhenberg                | 748,63          |
| Zinzenzell               | 1252,37         |
| Saulburg                 | 1296,41         |
| Waxenberg                | 1478,44         |
| Wiesenfelden             | 2572,65         |
| Summe (= Gemeindefläche) | 7820,14         |

## Geschichte

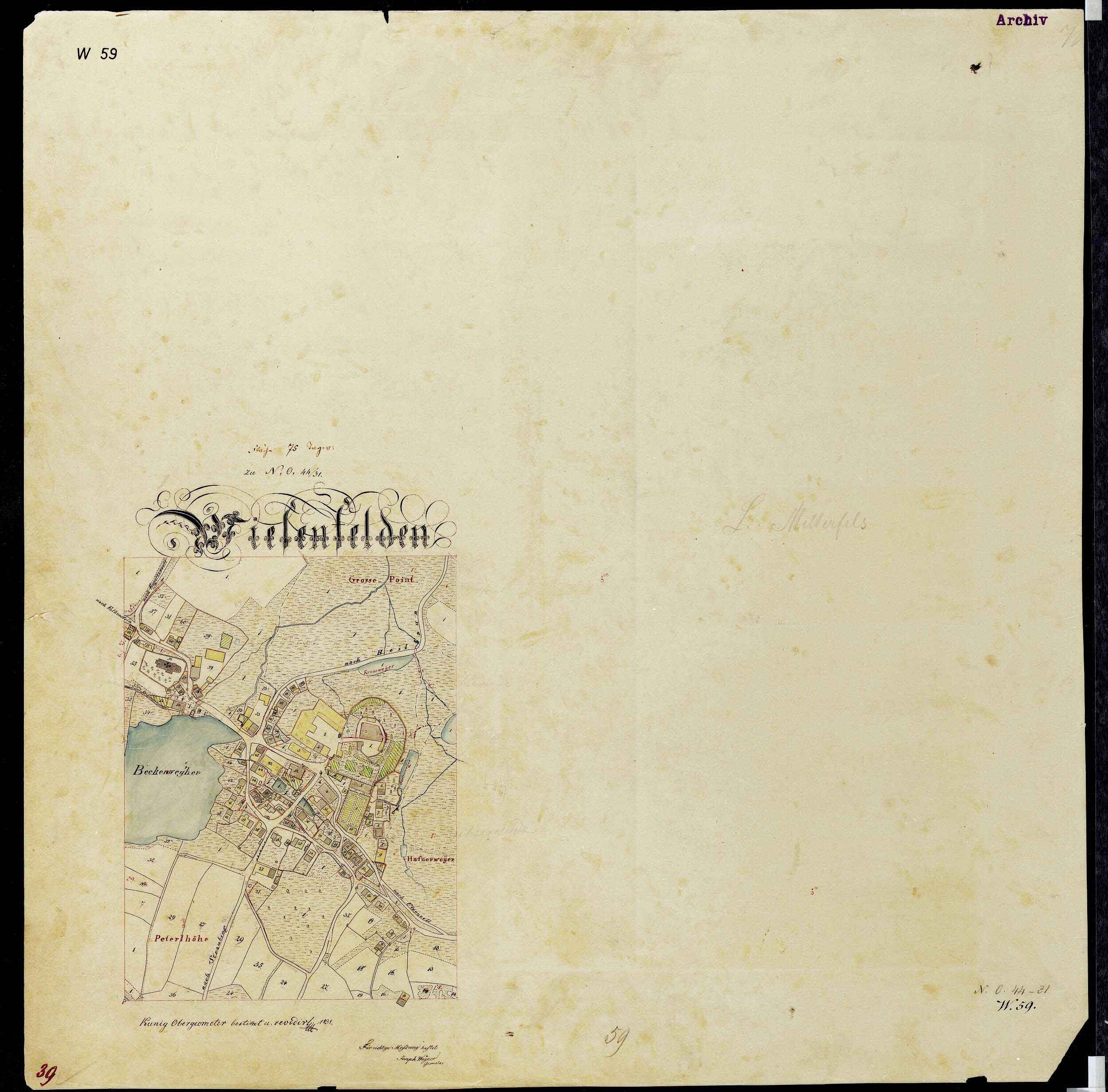
Ortsblatt der Uraufnahme (1831)

### Ortsname
Der Ortsname leitet sich vom Bach Wiesent und dem gleichnamigen Ort Wiesent, 5 Kilometer vor der Mündung des Baches in die Donau, ab.

### Mittelalter und Neuzeit
Die erste urkundliche Erwähnung von Wiesenfelden stammt aus dem Jahr 1105. Der Ort war Sitz mehrerer Adelsgeschlechter und bildete eine geschlossene Hofmark. Inhaber waren von etwa 1346 bis 1488 die Haibeck, von 1488 bis 1548 die Herren von Paulsdorf und zuletzt die Grafen von Otting und Fünfstätten und die Freiherren von Mägerl. 
Der Ort war Teil des Kurfürstentums Bayern, ab 1806 des Königreichs Bayern. Die Gemeinde entstand 1818 mit dem Gemeindeedikt. In Wiesenfelden wird auch ein Eisenhammer genannt, der Mitglied in der Oberpfälzer Hammereinigung von 1387 war („Herman Dürre mit dem hamer zu Wisentfelden“).
Zum Ende des Zweiten Weltkrieges im April 1945 begann die Todesmärsche von KZ-Häftlingen aus dem KZ Flossenbürg in das KZ Dachau. Ein Todesmarsch führte ca. 200 Häftlinge am 23. April 1945 von Falkenstein kommend durch Wiesenfelden. Die völlig erschöpften Leute wurden in Vierer- und Fünferreihen von SS-Männern mit Hunden und Waffen getrieben. Ein Häftling wollte aus dem Beckenweiher Wasser trinken, dabei wurde er von einem SS-Mann ins Wasser gestoßen. Ein Schäferhund zog ihn wieder aus dem Wasser. Wegen seiner nassen Kleidung wurde der Mann kurz nach dem Ortsausgang erschossen.

### 21. Jahrhundert
Beim Bundeswettbewerb 2014 „Unser Dorf hat Zukunft“ wurde Wiesenfelden auf Bezirksebene mit der Goldmedaille ausgezeichnet.

### Eingemeindungen
Der Gemeindeteil Kragnmühl kam 1970 von Falkenfels zur Gemeinde Wiesenfelden. Am 1. Januar 1971 erfolgte der freiwillige Anschluss der Gemeinde Heilbrunn (mit dem 1926 eingegliederten Geraszell), am 1. Januar 1974 der von Höhenberg an die Gemeinde Wiesenfelden. Am 1. Mai 1978 erfolgte die Zusammenlegung des Großteils der früheren Gemeinden Saulburg (ohne Aufroth, Neumühl, Neuroth) und Zinzenzell (ohne Altenhofen, Eggersberg, Haselmühle, Kuglmühl, Ödling, Schleißersgrub) mit Wiesenfelden, nachdem der Antrag der Gemeinde Zinzenzell auf Anschluss an die Verwaltungsgemeinschaft Stallwang seitens der Regierung von Niederbayern zurückgewiesen worden war.
Die Gemeindeteile Aschau, Rohrbruck und Stocksgrub wurden 1978 an die oberpfälzer Gemeinde Rettenbach im Landkreis Cham abgegeben.

### Einwohnerentwicklung
Im Zeitraum 1988 bis 2018 wuchs die Gemeinde von 3055 auf 3765 Einwohner bzw. um 23,2 %.
- 1961: 2881 Einwohner, davon 471 im Ort Wiesenfelden[13]
- 1970: 3003 Einwohner, davon 530 im Ort Wiesenfelden[14]
- 1987: 3054 Einwohner, davon 618 im Ort Wiesenfelden[15]
- 1991: 3244 Einwohner
- 1995: 3355 Einwohner
- 2000: 3491 Einwohner
- 2005: 3586 Einwohner
- 2010: 3613 Einwohner
- 2015: 3712 Einwohner
- 2016: 3726 Einwohner

## Religionen
Anfang 2011 waren 88,4 % der Bevölkerung Wiesenfeldens katholisch, 3,8 % evangelisch und 7,8 % gehörten anderen oder keiner Religionsgemeinschaft an.
Römisch-katholische Kirche

Die Katholiken gehören zur Pfarrei in Wiesenfelden, die dem Dekanat Bogenberg-Pondorf des Bistums Regensburg zugeordnet ist. Neben der Pfarrkirche Mariä Himmelfahrt, gibt es noch die Filialkirchen St. Georg in Auenzell und St. Rupertus in Sankt Rupert.
Evangelisch-Lutherische Kirche

Die evangelischen Christen in Wiesenfelden gehören der Evangelisch-Lutherischen Kirchengemeinde Christuskirche in Straubing an.

## Politik

### Gemeinderat
Der Wiesenfelder Gemeinderat besteht aus 16 ehrenamtlichen Gemeinderäten und dem hauptamtlichen Ersten Bürgermeister.
Die Gemeinderatswahlen seit 2014 ergaben folgende Stimmenanteile und Sitzverteilungen:
| Partei/Gruppierung                                 | 2020  | 2020  | 2014 | 2014  |
| Partei/Gruppierung                                 | %     | Sitze | %    | Sitze |
| -------------------------------------------------- | ----- | ----- | ---- | ----- |
| CSU                                                | 27,92 | 4     | 36,5 | 6     |
| Freie Wähler Wiesenfelden                          | 21,51 | 3     | –    | –     |
| Unabhängige Wählergemeinschaft Zinzenzell          | 15,80 | 3     | 18,5 | 3     |
| SPD/Freie Wählergemeinschaft1                      | 9,85  | 2     | 18,0 | 3     |
| Parteilose Christliche Wählergemeinschaft Saulburg | 15,50 | 2     | 16,8 | 3     |
| Christlicher Wählerblock Heilbrunn                 | 9,42  | 2     | 10,2 | 1     |

### Bürgermeister
Erster Bürgermeister ist Andreas Urban (FW). Er wurde bei der Bürgermeisterwahl 2020 im ersten Wahlgang mit einem Stimmanteil von 50,1 % gewählt und ist seit 1. Mai 2020 im Amt. Sein Vorgänger von Mai 1996 bis April 2020 war Anton Drexler (CSU).

### Erste Bürgermeister ab 1821
Im Herbst 1818 erfolgten die ersten Gemeindevorsteherwahlen.
Erstmalige Erwähnung eines Gemeindevorstehers: Johann Schütz, (1821)

### Wappen
| | Blasonierung: „Geteilt; oben schräg geviert von Rot und Silber; unten in Silber ein roter Pferdekopf.“ |
| Wappenbegründung: Das 1970 geschaffene Gemeindewappen geht auf die Wappen zweier Adelsgeschlechter zurück, die im Niederbayerischen sehr zur Entfaltung kamen. Es waren dies die Haibeck (1335–1488) mit einem Pferdehaupt sowie die Pauldorfs (1488–1548), die eine schräge Vierung in ihrem Wappen hatten. Wiesenfelden war lange Zeit in deren Besitz. | |

### Partnerschaften
Wiesenfelden pflegt partnerschaftliche Kontakte zu folgenden Gemeinden:
- Nezdice na Šumavě, Betreuung vom dortigen Neue Museum, eine Aufführungsstätte für völkerverbindende Veranstaltungen.

## Kultur und Sehenswürdigkeiten

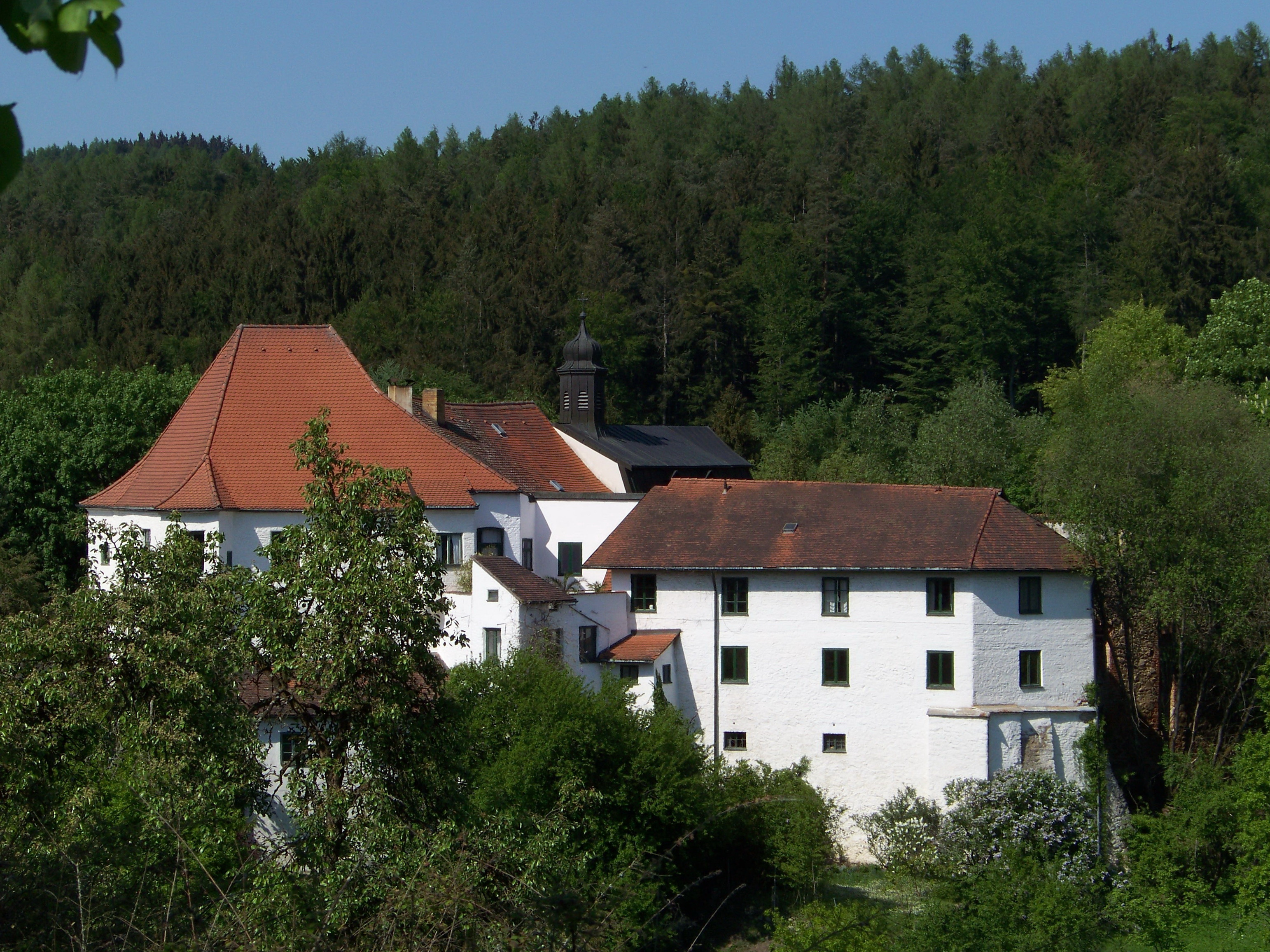
Schloss Saulburg

### Bauwerke
In Wiesenfelden befinden sich eine Vielzahl von Baudenkmälern.

#### Schlösser
- Schloss Wiesenfelden: Ein ehemaliges Hofmarkschloss, ist heute im Besitz von Hubert Weinzierl. Es beherbergt ein Umweltinformationszentrum nebst Museum.
- Schloss Saulburg: Wurde 1569 errichtet und stammt im Kern aus dem 12. Jahrhundert. Es stellt sich als eine unregelmäßige Vierflügel-Gruppierung dar. In der Schlossanlage befindet sich die katholische Schlosskapelle St. Aegidius, ein Rokokobau von 1754.

#### Kirchen

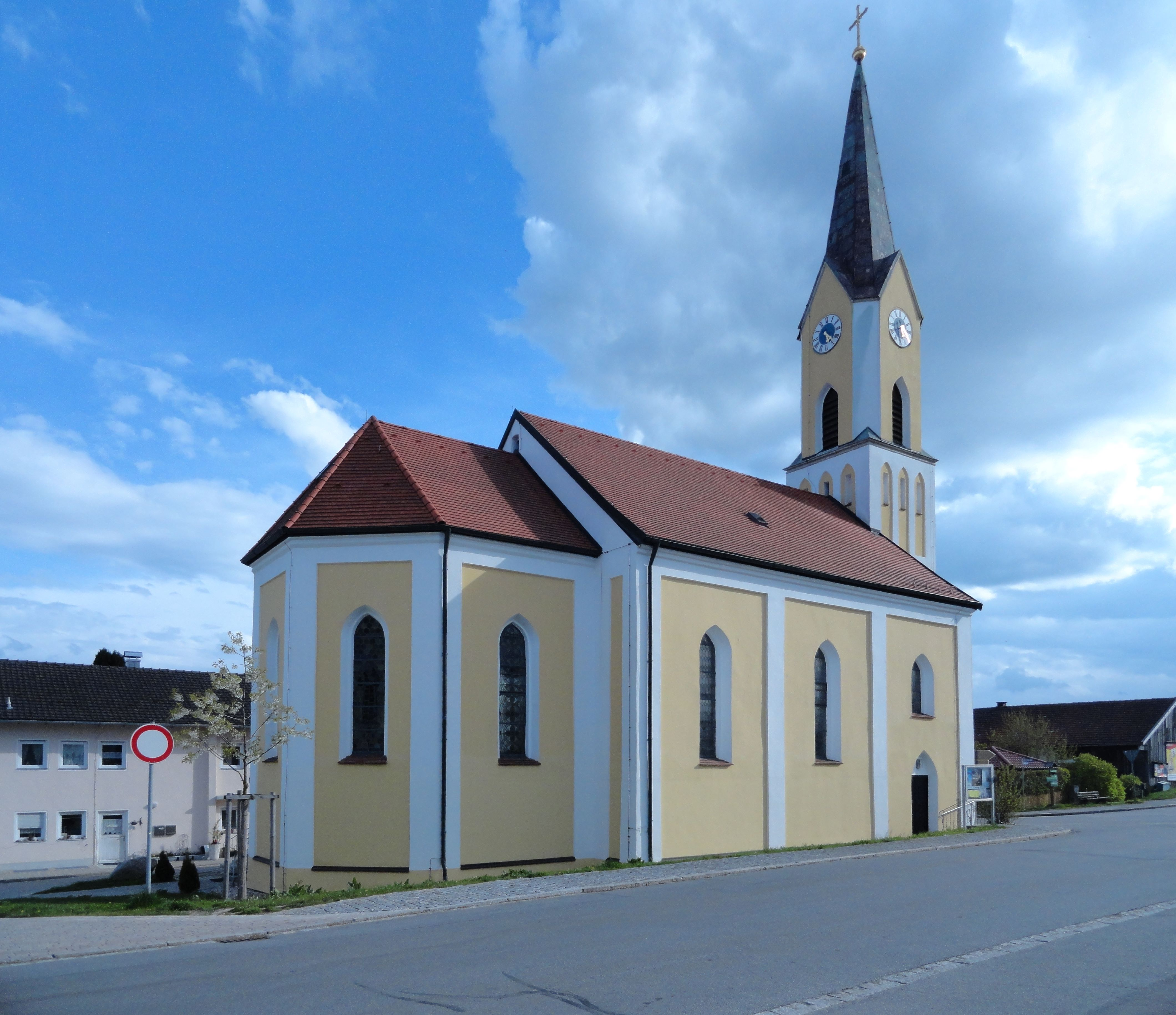
Expositurkirche St. Michael, Zinzenzell

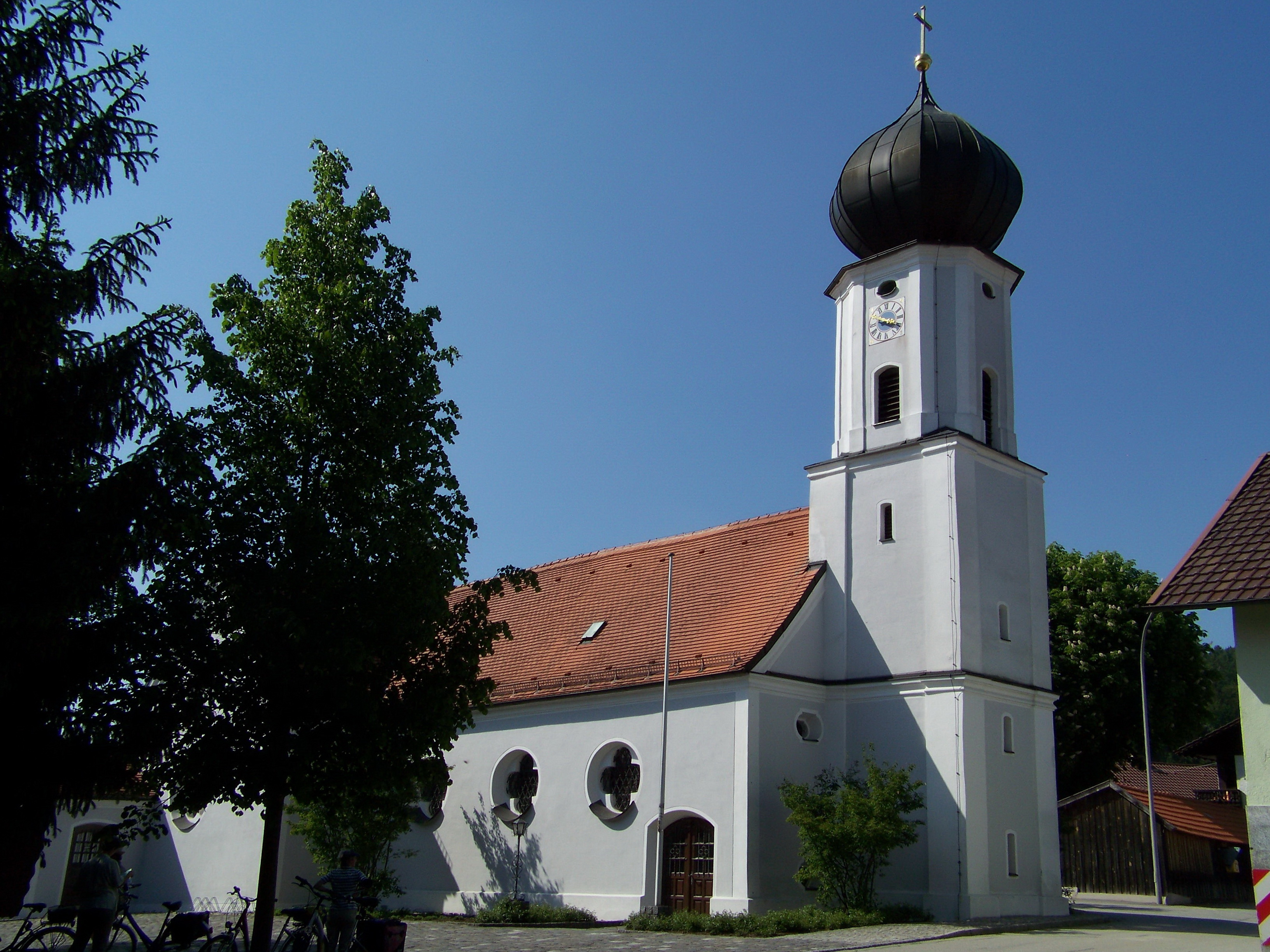
Expositurkirche Maria Schnee, Anger (Saulburg)

- Pfarrkirche Mariä Himmelfahrt Wiesenfelden: Wurde 1764 unter Verwendung eines gotischen Chores und mittelalterlicher Bauteile von Turm und Langhaus errichtet. Sie besitzt bemerkenswerte Holzfiguren aus der Zeit um 1700.
- Filialkirche St. Georg in Auenzell: Erbaut um 1500, barockisiert; mit Ausstattung.
- Wallfahrtskirche St. Magdalena in Heilbrunn: Einheitlicher Bau von 1674; mit Ausstattung. Der Marienwallfahrtsort Heilbrunn wird seit dem 17. Jahrhundert von Pilgern besucht. Dabei waschen sich die Pilger mit dem Heilwasser des Heilbrunnes und hoffen so auf Heilung. Der landläufige Ortsname „Brünndl“ wurde davon abgeleitet.
- Gnadenkapelle Unserer Lieben Frau: „Frauenbrünnl“ genannt, um 1665; mit Ausstattung. Quellhaus, steinerne Brunnenfassung mit hölzernem Überbau, 18./19. Jahrhundert
- Filialkirche St. Rupertus in Sankt Rupert: Spätgotische Anlage, Ende 15. Jahrhundert; mit Ausstattung; Hl. Grab, kellerartig im Westhang des Kirchhügels, noch 18. Jahrhundert; Kreuzwegstationen, 1865, am Weg zur Kirche; Kreuzigungsgruppe, Gußfiguren, 1870/75; östlich der Kirche (Kirchengelände ist nur zugänglich jeden ersten Sonntag im Monat, nur von Mai bis Oktober, nur von 13.00 bis 17.00 Uhr).
- Expositurkirche Maria Schnee in Saulburg-Anger: Langhaus und Turm 1698, Erweiterung 1922; mit Ausstattung.
- Expositurkirche St. Michael Zinzenzell: Neubau von 1876; mit Ausstattung

### In der näheren Umgebung
Überregionale Wanderwege

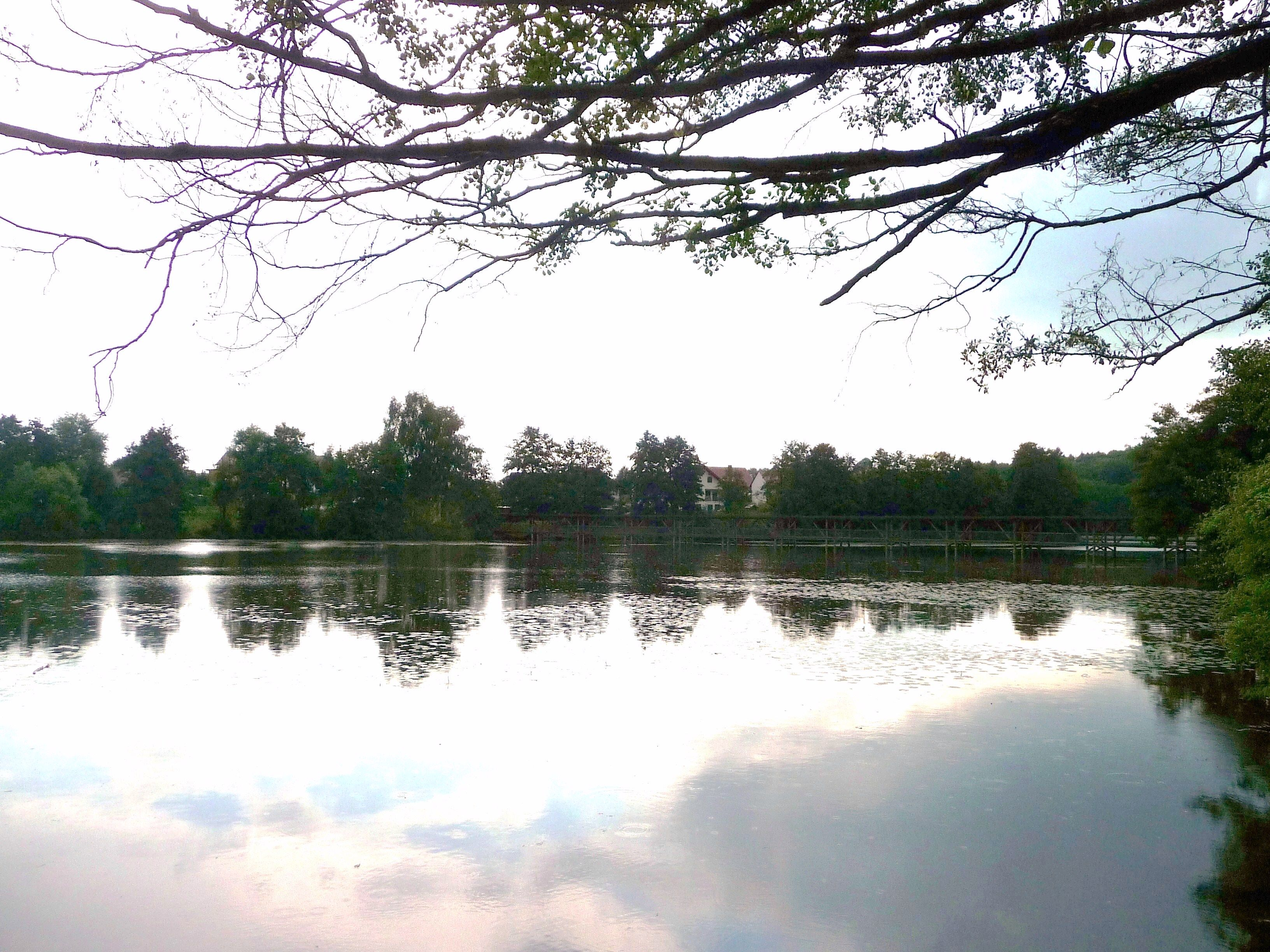
Der Beckenweiher

Um Wiesenfelden gibt es 16 markierte Rundwanderwege mit einer Gesamtlänge von über 120 Kilometern, die von der Sektion Wiesenfelden des Bayerischen Waldvereins betreut werden. Der längste Rundwanderweg ist der 14,5 km lange Große Büscherlweg.
Etwa 18 km führt der Qualitätswanderweg „Goldsteig“ durch die Gemeinde. Von Weihern bei Wörth an der Donau über Hubmühle, Schiederhof über St. Rupert führt er entlang der Naturschutzgebiete Brandmoos und Weiherlandschaft bei Wiesenfelden nach Wiesenfelden. Von dort über den 110 m langen Naturbeobachtungssteg über den Beckenweiher, über Utzenzell, Kragenroth, Kesselboden nach Pilgramsberg.
Der Bayerische Wald-Verein, Sektion Wiesenfelden, bietet geführte Goldsteigwanderungen an. Dabei soll der Premiumweg etappenweise erwandert werden.
Sehenswürdigkeiten

Geotope in der Nähe von Wiesenfelden:

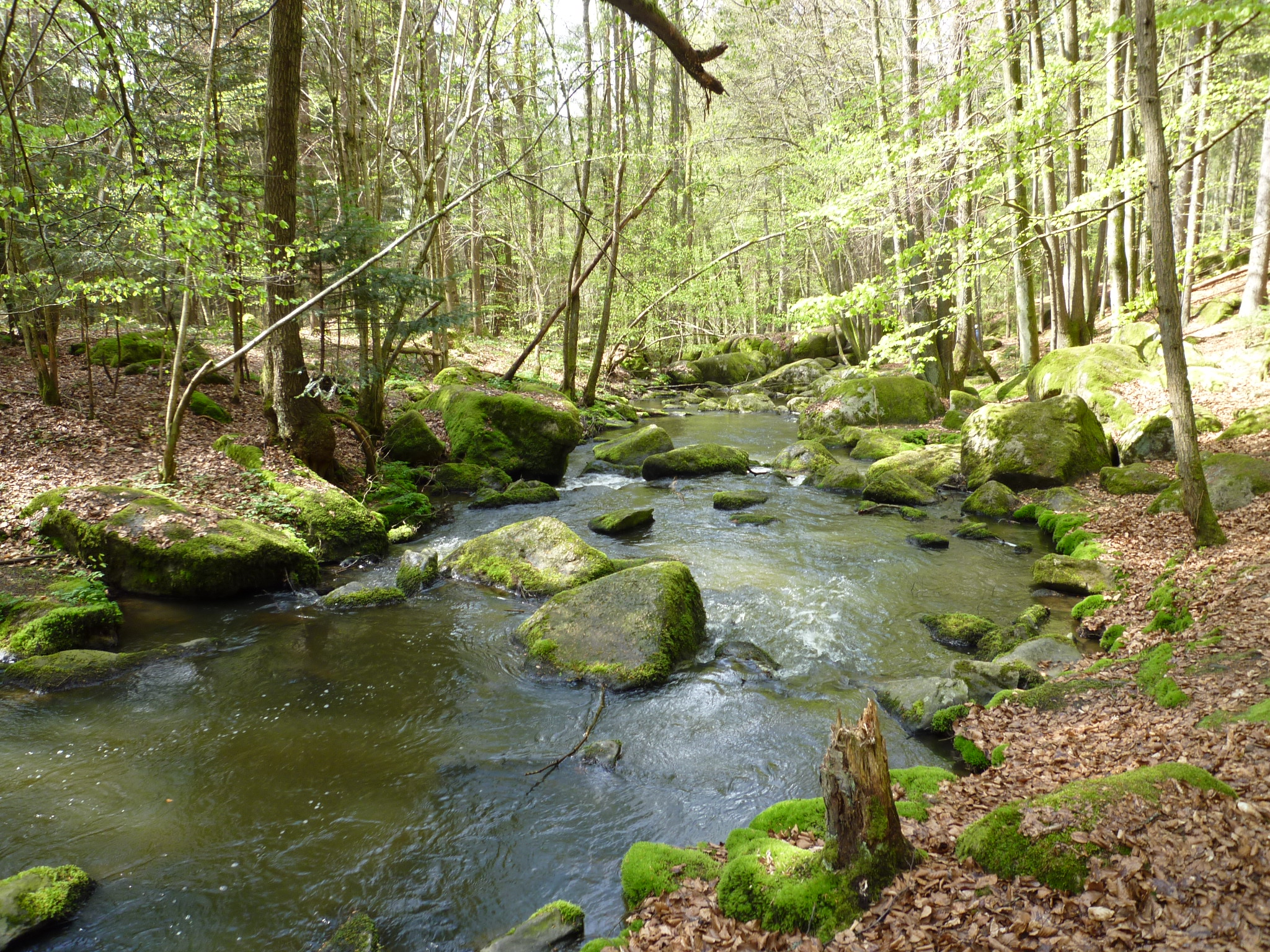
Naturschutzgebiet Höllbachtal

Höllbachtal, zwischen Brennberg und Rettenbach, Nepal-Himalaya-Pavillon in Wiesent, Schloss Wörth an der Donau, Walhalla in Donaustauf, Pfahl in der Nähe von Roding, Burgruine Lobenstein bei Zell, Burgruine Siegenstein bei Süssenbach, Burg in Brennberg, Burgruine Neuhaus bei Schorndorf, Kapelle in Höhenberg

### Sport und Vereine
In Wiesenfelden und in der Gemeinde befinden sich gut ausgebaute Sportanlagen. Der Sportverein Wiesenfelden e. V. bietet beispielsweise ein reichhaltiges Sportangebot mit Fußball, Tennis, Tischtennis, Damengymnastik, Kinder- und Jugendturnen an und hat eine Skiabteilung. Im Gemeindegebiet gibt es insgesamt 60 Vereine.
Die Freiwillige Feuerwehr Wiesenfelden (gegründet 1874) sowie die Feuerwehren der Ortsteile sorgen für den Brandschutz und die allgemeine Hilfe im Gemeindegebiet und darüber hinaus.

### Freizeit
Am 1. März 2003 trat die Verordnung über das Naturschutzgebiet Weiherlandschaft bei Wiesenfelden in Kraft. Am 6. August 2009 wurde der barrierefreie Rundweg um den Beckenweiher eröffnet. Der Weg führt auch über den 110 Meter langen Naturbeobachtungssteg. Weitere Naturerlebnisorte sind der große und kleine Hammerweiher, der Neuweiher sowie das Niedermoor „Brandmoos“.
Naturbeobachtungsweg um den Kobelberg: Auf einem 5 Kilometer langen, herrlichen Waldweg sind 9 verschiedene Naturbeobachtungsstationen aufgestellt, bei denen sich Kinder und Erwachsene spielerisch über die Natur informieren können. Ausgangspunkt ist der Waldgasthof Schiederhof, etwa 4 Kilometer südlich von Wiesenfelden. Der Weg ist mit dem Markierungszeichen 7 markiert. Er ist auch im Winter begehbar.
Der seit dem 16. Jahrhundert als Bierlager genutzte „Felsenkeller“ ist heute ein am „Goldsteig“ gelegener Wanderstützpunkt und bietet Fledermäusen zu jeder Jahreszeit Quartier. In der Gemeinde werden Reiten- und Kutschfahrten angeboten. Reitstunden, geführte Ausritte, Kinderfreizeit mit Pferden, Kutschenfahrten, bei geeigneter Witterung im Winter auch Pferdeschlittenfahrten. Als eine im Landkreis einmalige Attraktion gilt die Freilicht-Seebühne am Beckenweiher. Der Weiher bietet in den Sommermonaten Kulisse für Theaterstücke sowie andere kulturelle Darbietungen für Kinder und Erwachsene.

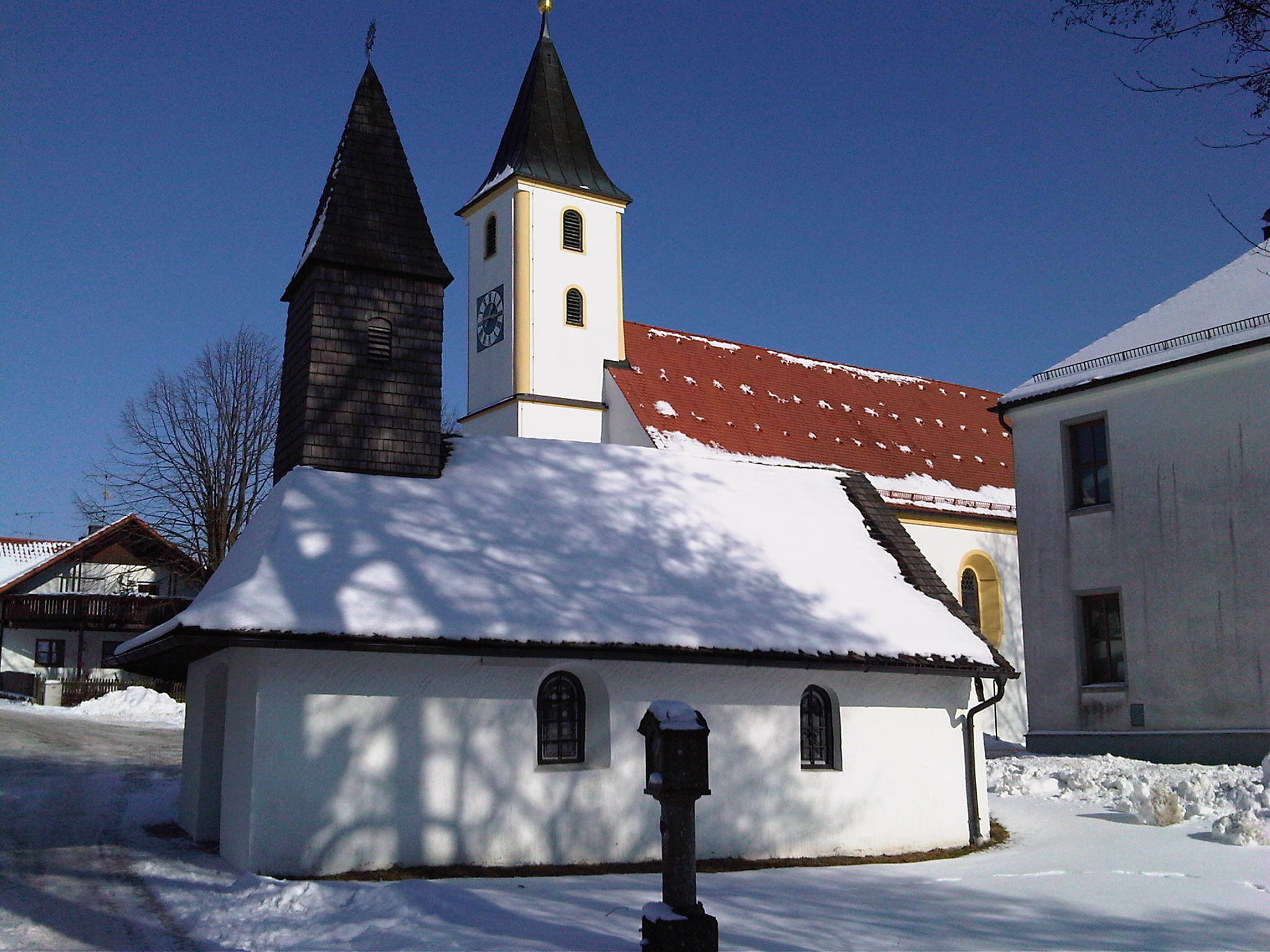
Gnadenkapelle Heilbrunn im Winter

Im Gemeindegebiet gibt es zahlreiche Loipen:
- Schiederhofer Loipe, sieben Kilometer lang, mittelschwer
- Höhenberger Loipe, acht Kilometer lang, mittelschwer
- Heilbrunner-Geraszeller Loipe, zwölf Kilometer lang, mittelschwer
- Verbindungsloipe nach Falkenstein, fünf, elf oder 17 km lang, mittelschwer

Wintersport auf dem Dorfweiher
- Eisstockschießen oder Schlittschuhlaufen

Rodeln
Auf zahlreichen Berghängen in der ganzen Gemeinde.
Winterwandern
- 20 Kilometer Wege und Verbindungsstraßen werden im Winter für Wanderungen geräumt.

Winter - Nordic - Walking
- Auf geeigneten Winterwanderwegen.

### Regelmäßige Veranstaltungen
Im Gemeindegebiet gibt es zahlreiche „Bayerische Musikkapellen“. Jedes Jahr findet eine Musikalische Sommerfrische (Musikalischer Frühschoppen) statt.
Zudem gibt es:
- Frühjahrsmarkt mit Frühjahrsausstellung
- Tauben-, Kleintier- und Bauernmarkt
- Christkindlmarkt
- Songs am See (1-Tages Festival auf der Bühne am Beckenweiher)

### Naturdenkmäler

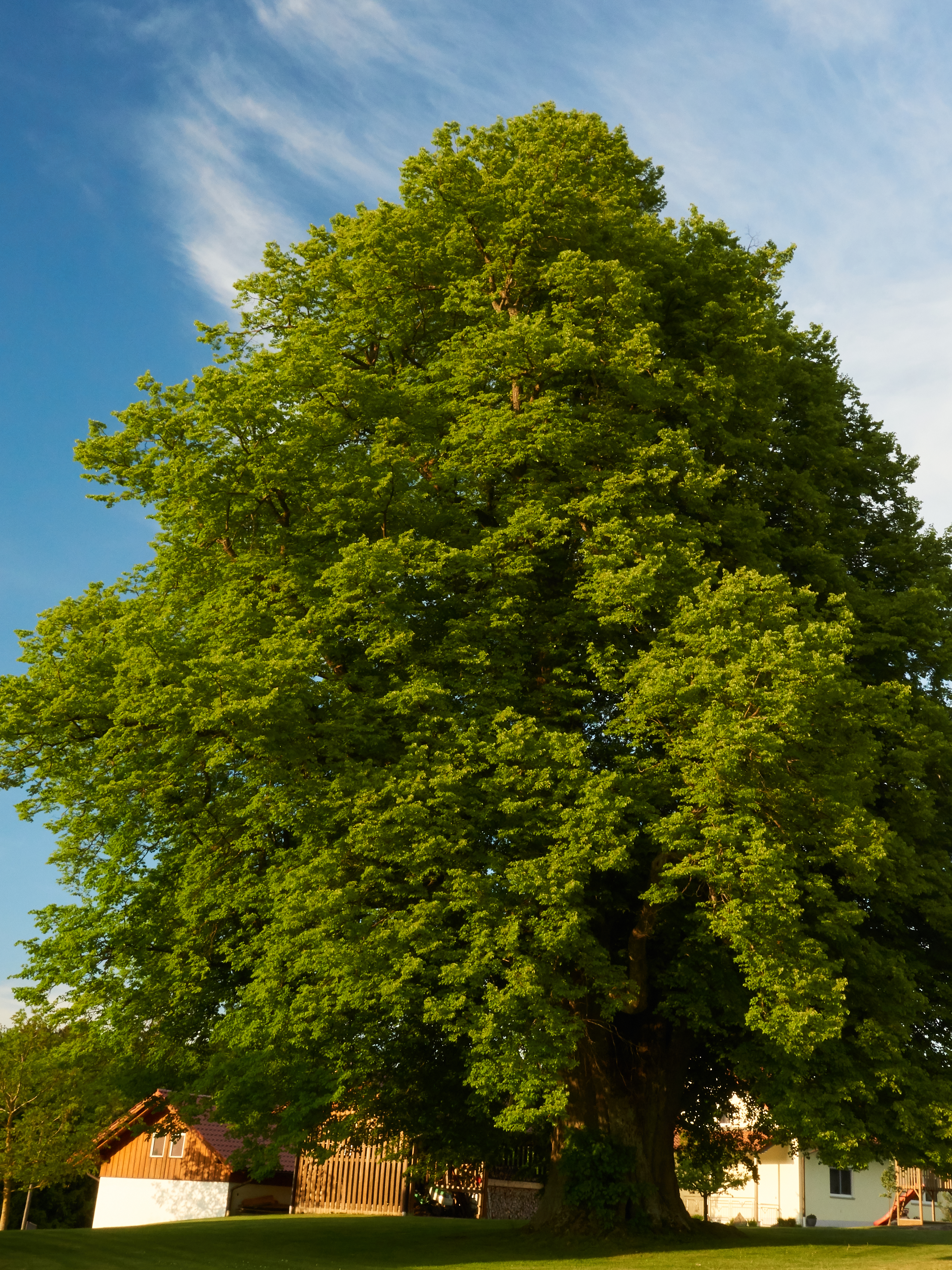
Jägershof–Linde
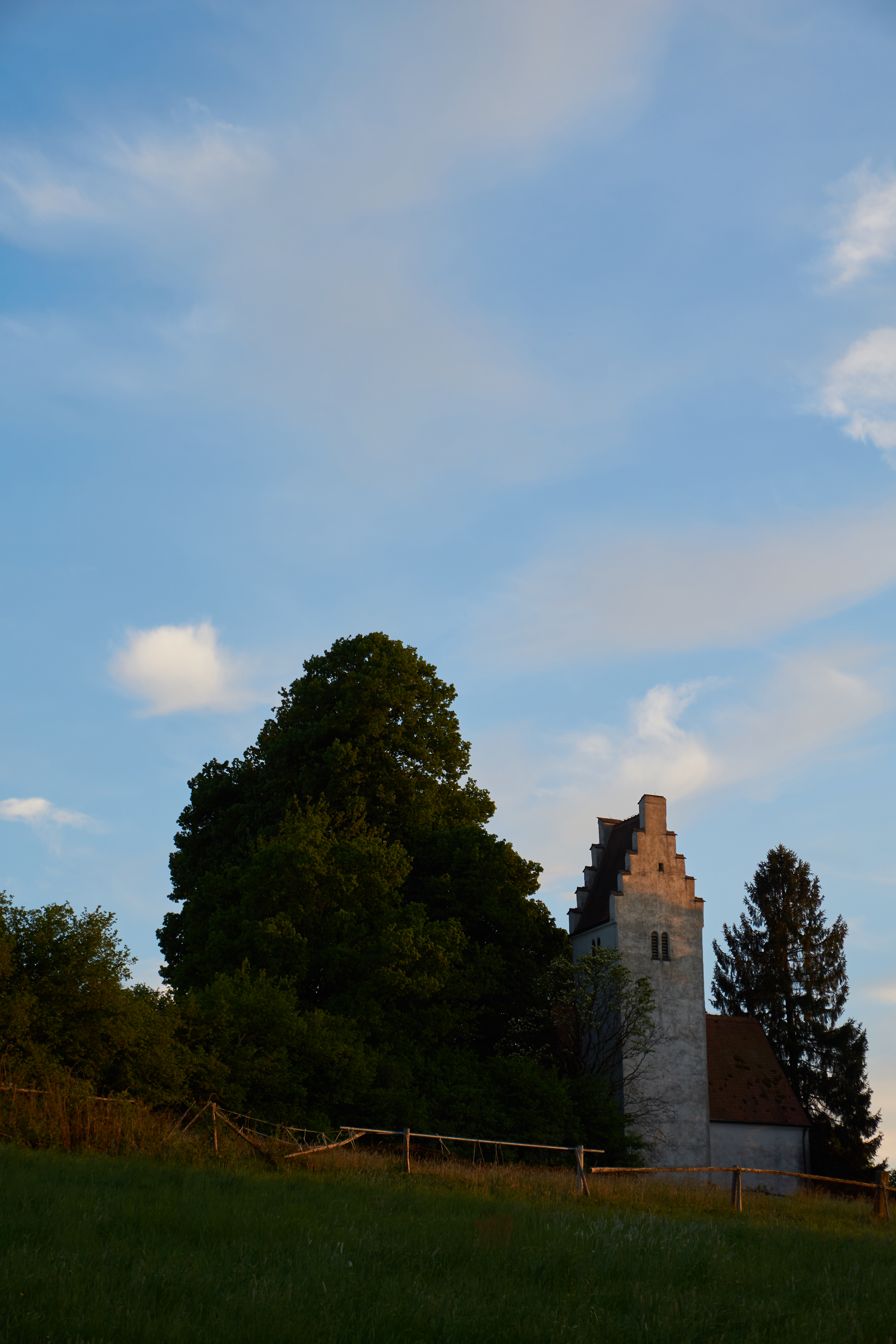
Sankt–Rupert–Linde

#### Jägershof–Linde
⊙ Die als Naturdenkmal (ND–Nr. 28) ausgewiesene Winterlinde mit einem Brusthöhenumfang von 8,71 m (2013) steht auf einem Hofgrundstück im Ortsteil Jägershöfen. Ihr mächtiger Grundstamm teit sich nach wenigen Metern in mehrere, steil aufstrebende Hauptäste, die zusammen eine prächtige und sehr hohe Krone bilden. Eine lasergestützte Höhenermittlung ergab im Jahr 2013 eine Baumhöhe von 31 m. Das Alter des Baums ist mit ca. 400 Jahren angegeben.

#### Sankt–Rupert–Linde
⊙ Die als weiteres Naturdenkmal (ND–Nr. 24) der Gemeinde ausgewiesene Sommerlinde mit einem Brusthöhenumfang von 7,54 m (2013) steht bei der katholischen Filialkirche St. Rupertus im Ortsteil Sankt Rupert. Der doppelstämmige Baumveteran bildet mit seinen zwei Stämmlingen eine einheitlich erscheinende Krone mit der beachtlichen Höhe von ebenfalls 31 m. Das Alter der monumentalen Linde wird, je nach Quelle, auf 300–600 Jahre geschätzt (Linde und Kirchengelände ist nur zugänglich jeden ersten Sonntag im Monat, nur von Mai bis Oktober, nur von 13.00 bis 17.00 Uhr).

## Wirtschaft und Infrastruktur
Es gibt ärztliche Versorgung, eine Apotheke, ein Alten- und Pflegeheim, betreutes Wohnen, eine Postagentur und Banken sowie zahlreiche Handels-, Handwerks- und Dienstleistungsbetriebe.

### Wirtschaft
In der Gemeinde gibt es mehrere Gewerbegebiete. Zudem gehört der Ort zur Modellregion Bayerischer Wald in Sachen Elektromobilität. Bei diesem Projekt wird ein Elektrofahrzeug an interessierte Bürger vermietet.
Wiesenfelden ist gentechnikfreie Region in Bayern. Die Landwirte haben sich entschlossen, auf Gentechnik gänzlich zu verzichten. Darüber hinaus hat sich eine Interessensgemeinschaft für ein „Lebenswertes Wiesenfelden“ zur Aufgabe gemacht, über die Gefahren von Mobilfunk, Elektrosmog und Gentechnik aufzuklären.

### Tourismus
Für die Belange von Urlaubern und Tagestouristen wurde ein Tourismusbüro eingerichtet.
Arbeitsgemeinschaft Vorderer Bayerischer Wald

Am 8. Januar 2007 wurde die Arbeitsgemeinschaft Vorderer Bayerischer Wald gegründet, kurz «AG Vorwald» genannt. Ziel der Arbeitsgemeinschaft ist es, die Region in touristischer, wirtschaftlicher und kultureller Hinsicht zu fördern und zu stärken.
Mitglieder dieser Gemeinschaft sind die Gemeinden Altenthann, Bernhardswald, Brennberg, Falkenstein, Michelsneukirchen, Rettenbach, Wald, Wiesenfelden, Zell und die Stadt Wörth an der Donau, überdies alle Heimat-, Tourismus- und Fremdenverkehrsvereine dieser Gemeinden.

### Verkehr

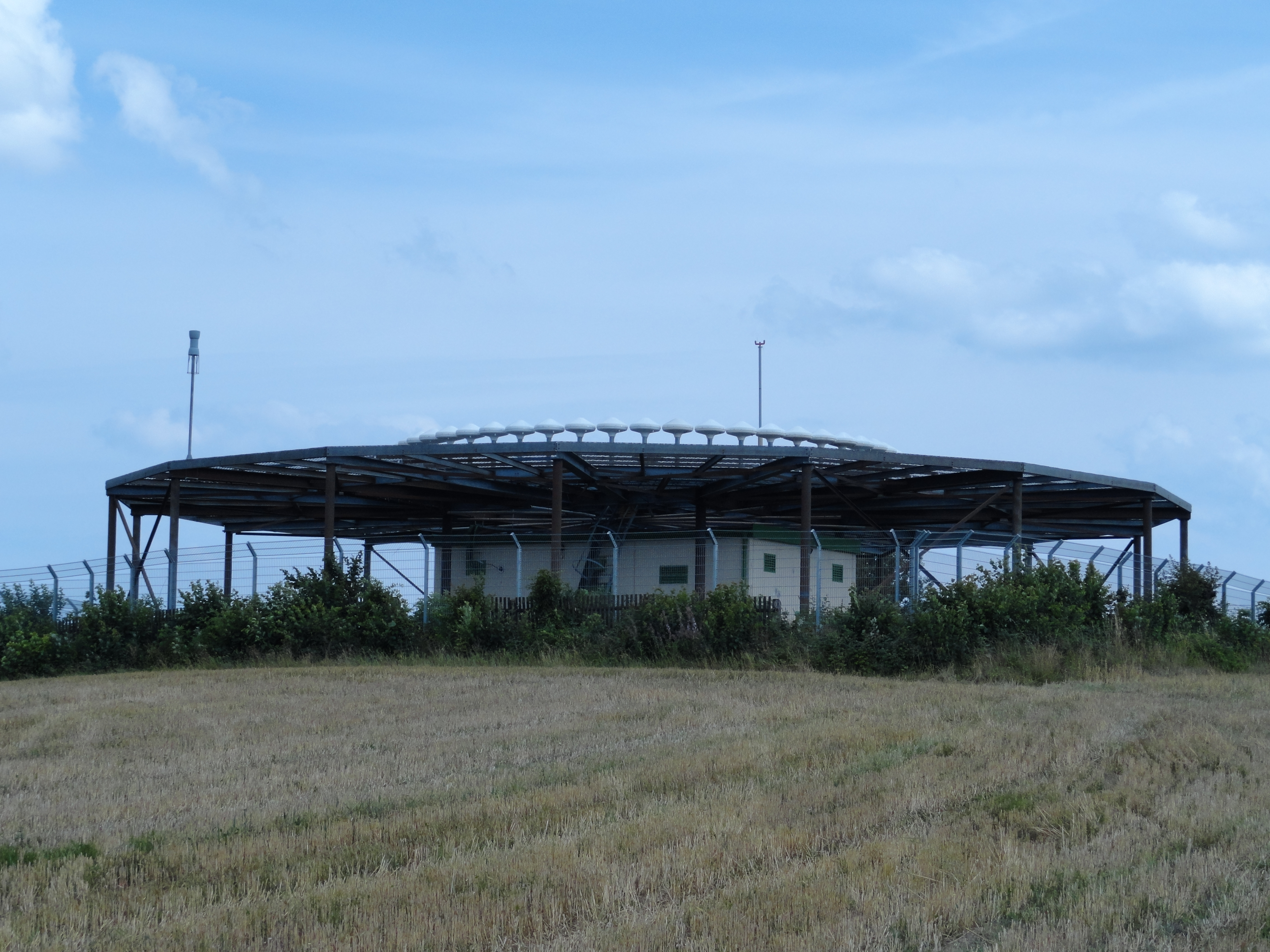
Drehfunkfeuer DVOR/DME RDG Roding bei Bogenroith

Im Gemeindegebiet bei Bogenroith befindet sich ein Drehfunkfeuer für die Luftfahrtnavigation.
Die Orte Wiesenfelden und Saulburg sind durch die Staatsstraße 2148 Richtung Kirchroth an die Bundesautobahn 3 angebunden. Wiesenfelden ist zudem via Geraszell und Heilbrunn über die Staatsstraße 2648 erreichbar. Der Ort Zinzenzell ist von der B 20 aus über die Staatsstraße 2147 zu erreichen.
Außerdem ist der Ort gut mit dem öffentlichen Verkehrsnetz nach Straubing, Wörth an der Donau, Regensburg und Bogen angebunden.
Ein von der Gemeinde organisierter Freizeitbus fährt von Wiesenfelden nach Straubing.

### Öffentliche Einrichtungen
In Wiesenfelden gibt es folgende kommunale Einrichtungen:
- Kindergärten in Wiesenfelden und Zinzenzell
- Gemeindebücherei
- Bürgersaal im Neuen Rathaus
- Wertstoffhof
- Kläranlage

## Bildung und Wissenschaft
In Wiesenfelden befindet sich die Grund- und Mittelschule. Zudem befindet sich in Wiesenfelden eine Außenstelle der Volkshochschule Straubing-Bogen. Im Schloss Wiesenfelden befindet sich eine Stiftung zur Umweltförderung.
Die Mitglieder des Schulverbundes sind:
- Mittelschulverband Wörth-Wiesent, bestehend aus der Stadt Wörth an der Donau, Gemeinde Wiesent, Gemeinde Pfatter, Gemeinde Bach an der Donau
- Mittelschulverband Falkenstein, bestehend aus dem Markt Falkenstein, Gemeinde Rettenbach, Gemeinde Brennberg
- Gemeinde Wiesenfelden

## Persönlichkeiten

### Ehrenbürger der Gemeinde
- Anton Windhager, Pfarrer
- Joseph Kilger (* 18. Januar 1865; † 20. Mai 1941), Pfarrer
- Sebastian Schuder, Pfarrer
- Hans Schöx, gräflicher Gutsverwalter
- Friedrich Kiendl, Pfarrer
- Alois Saller, Monsignore
- Michael Högerl, Altbürgermeister
- Hubert Weinzierl, Natur- und Umweltschützer

### In Wiesenfelden geboren
- Valentin Faltlhauser (1876–1961), Psychiater und T4-Gutachter
- Michael Heuschneider (1888–1936?), Politiker (NSDAP)
- Michael Lanzinger (1901–1971), Politiker (CSU, BP)

### Mit Wiesenfelden verbunden
- Oskar Sattler (1920–2006), Friseur und Kapellmeister. Träger der Josef-Schlicht-Medaille (1995)